# 抗日戦争第4戦区
抗日戦争第4戦区は1937年盧溝橋事件の勃発後、中華民国国民政府が中国国内を対日本軍作戦の戦争状況により分画した抗日戦争戦区の一つ。第4戦区の所轄範囲は最初は広東省及び福建省であったが、後に戦争の実際の状況により変更が加えられ、1938年、1939年に二度の大規模な変更が行われ、戦争末期には第3戦区と合併された。

## 1937年
中国戦区の最初の分画は1937年8月に行なわれたのは、北平及び天津が日本軍に迅速に占領され、日本との和平が達成できないことが確定した後のことだった。同年の第4戦区の区域は広東、福建両省で、広州争奪戦等の激烈な戦闘を経験してきた。この戦区の司令長官は何応欽で、第4集団軍（蔣鼎文）及び第12集団軍（余漢謀）を管轄した。

## 1938年
- 司令長官　何応欽（参謀総長兼任）
- 作戦地区　広西省、広東省
  - 第12集団軍　余漢謀
- 合計　9個歩兵師団、2個歩兵旅団　　特種部隊及び要塞守備部隊を含まず。

## 1939年
- 司令長官　張発奎
- 作戦地区　両広方面
  - 第9集団軍　呉奇偉
  - 第12集団軍　余漢謀
  - 第16集団軍　夏威
- 合計　18個歩兵師団、2個歩兵旅団　　特種部隊を含まず。